# Auto clicker

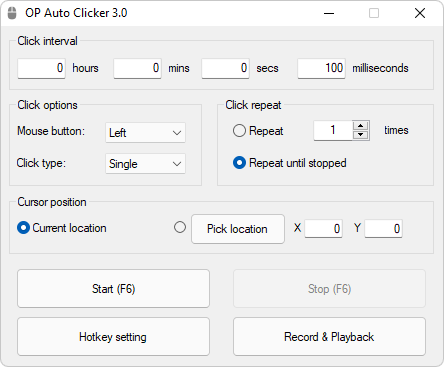
Ejemplo del GUI de un auto clicker básico

Un auto clicker es un tipo de software o macro que puede automatizar los toques de un ratón en un elemento de pantalla del ordenador. Los auto clickers pueden ser encendidos para repetir toques que se han grabado antes, o generado de varios ajustes actuales.
Los auto clickers pueden ser tan sencillos como un programa que simula los clics de ratón. Este tipo de auto clicker es bastante genérico y a menudo podrá trabajar junto a cualquier otro programa del ordenador que corra al mismo tiempo y actuando como si un botón de ratón físico fuera pulsado.
Algunos auto clickers más complejos pueden similarmente ser generales, pero a menudo son personalizados por el uso para un programa particular y puede implicar la lectura de la memoria. Tales auto clickers pueden dejar el usuario para automatizar más o todas las funciones del ratón, así como simular un conjunto lleno de claves del teclado. Auto clickers personalizados pueden tener un alcance más estrecho que un auto clicker genérico.
Auto clickers, también llamados automatizaciones de programas de software, también pueden tener las características que habilitan la reacción de respuestas condicionales, así como un teclado.

## Usos
Un auto clicker tiene diferentes usos dependiendo del tipo de tarea del que es requerido ser automatizado. Los siguientes son algunos ejemplos donde los auto clickers pueden ser usados.
- Pruebas de software: Las pruebas de software pueden ser tediosos para un humano cuando hay muchos elementos UI que deben ser probados repetidamente. En estos casos, macros o auto clickers especializados pueden ser creados para probar los elementos de software.
- Entradas de información automatizadas: Para operaciones repetitivas de entradas de información, un auto clicker puede ser usado para replicar la secuencia de operaciones y automatizando el proceso, salvando tiempo y con un chance mínimo de error.
- Juegos: Algunos jugadores usan auto clickers para hacer algunas acciones en el juego como atacar o disparar automáticamente, o para acelerar la velocidad de clics en juegos como Minecraft o Roblox y varios juegos incrementales. En algunos juegos multijugador donde un auto clicker puede dar una ventaja injusta, el software puede detectar el uso de un auto clicker y bloquear al usuario de jugar competitivamente.

Hay muchos clickers automáticos listos para descargar en Internet. Algunos de ellos pueden ser aplicaciones potencialmente no deseadas debido a una gran cantidad de anuncios integrados. Seleccione los clickers automáticos con cuidado, asegurándose de que su código fuente abierto esté publicado en GitHub o GitLab. Un buen ejemplo de un clicker automático de código abierto que es compatible con versiones anteriores de OP Auto Clicker es AutoClicker2 Grabación de Juego, el único programa entre los clickers automáticos que tiene una versión en español del sitio.
Si necesita una automatización de pruebas reproducible de nivel profesional, considere usar el marco Selenium en lugar de una aplicación de clicker automático. En el marco Selenium, escribe sus pruebas manualmente en su lenguaje de programación preferido, como Java, Python, etc.

## Hardware
En algunos aparatos el hardware tiene un auto clicker integrado. Usualmente los ratones de 'gamer' pueden tener auto clickers en ellos, con una función de clic automatizado con una función de personalización de velocidad de clic. Similarmente, algunos joysticks vienen con una función de fuego automático, que usualmente puede ser ajustados con un control que pone la velocidad del fuego automático.